# WTA Tour 2016
Die WTA Tour 2016 war der 46. Jahrgang der Damentennis-Turnierserie, die von der Women’s Tennis Association ausgetragen wird.
Die Teamwettbewerbe Hopman Cup und Fed Cup werden wie die Grand-Slam-Turniere nicht von der WTA, sondern von der ITF organisiert. Hier werden sie dennoch aufgeführt, da die Spitzenspielerinnen auch diese Turniere in der Regel spielen.

## Tourinformationen
Es wurden im Jahr 2016 insgesamt 62 Turniere in 32 Ländern auf sechs Kontinenten ausgetragen. Berücksichtigt werden alle Turniere inklusive den vier Grand-Slam-Turnieren und dem Fed Cup. Diese werden von der ITF veranstaltet und sind nicht Bestandteil der WTA Tour (obwohl dort auch Weltranglistenpunkte vergeben werden).

### Turnierkategorien
| Anzahl der Turniere nach Turnierkategorie |                                                                                |
| WTA Championships                         | WTA Championships                                                              |
| WTA Elite Trophy                          | WTA Elite Trophy                                                               |
| WTA Premier                               | 21 Premier Tournaments (Vier Premier Mandatory, fünf Premier 5 und 12 Premier) |
| WTA International                         | 33 International                                                               |

### Änderungen
Gegenüber 2015 erfuhr der Turnierkalender die folgenden Änderungen:
- Die Turniere WTA Antwerpen, WTA Bad Gastein, WTA Baku und WTA Pattaya sind nicht mehr Teil der Tour.
- Die Turniere WTA St. Petersburg, WTA Kaohsiung, WTA Gstaad, WTA Nanchang und WTA Mallorca sind neu im Turnierkalender.
- Das Turnier in Istanbul wechselt von Juli in den April, Stanford wechselt von August in den Juli.

### Bodenbelag
Von den 61 Turnieren sind 37 Hartplatz-, 17 Sandplatz-, 6 Rasen- und 1 Teppichturniere. 54 Turniere werden im Freien gespielt, 8 in der Halle.

### Länder
| Anzahl der Turniere nach Ländern |               |                                |
| 8 Vereinigte Staaten             | 2 Spanien     | 1 Rumänien                     |
| 7 Volksrepublik China            | 1 Österreich  | 1 Polen                        |
| 4 Australien                     | 1 Hongkong    | 1 Schweden                     |
| 4 Vereinigtes Königreich         | 1 Italien     | 1 Singapur                     |
| 3 Brasilien                      | 1 Katar       | 1 Südkorea                     |
| 2 Deutschland                    | 1 Kolumbien   | 1 Chinesisch Taipeh            |
| 2 Japan                          | 1 Luxemburg   | 1 Türkei                       |
| 2 Kanada                         | 1 Malaysia    | 1 Tschechien                   |
| 2 Mexiko                         | 1 Marokko     | 1 Usbekistan                   |
| 2 Frankreich                     | 1 Niederlande | 1 Vereinigte Arabische Emirate |
| 2 Russland                       | 1 Neuseeland  | 1 Schweiz                      |

## Turnierplan
| Kategorie              |
| ---------------------- |
| Grand Slam             |
| Jahresendveranstaltung |
| Premier Mandatory      |
| Premier 5              |
| Premier                |
| International          |

| Sonstige          |
| ----------------- |
| Hopman Cup        |
| Fed Cup           |
| Olympische Spiele |

Erklärungen

Die Zeichenfolge von z. B. 128E/96Q/64D/32M hat folgende Bedeutung:

128E = 128 Spielerinnen spielen im Einzel

96Q = 96 Spielerinnen spielen die Qualifikation

64D = 64 Paarungen spielen im Doppel

32M = 32 Paarungen spielen im Mixed

### Januar
| Datum 1 | Turnier                                                                                                 | Sieger(in)                      | Finalgegner(in)                      | Ergebnis         |
| ------- | --- | ------------------------------- | ------------------------------------ | ---------------- |
| 04.01.  | Hopman Cup Perth, Australien ITF – A$ Hartplatz (Halle) – 8 Teams                                       | Daria Gavrilova Nick Kyrgios    | Elina Switolina Oleksandr Dolhopolow | 2:0              |
| 04.01.  | Brisbane International Brisbane, Australien Premier – 1.000.000$ / 885.500$ Hartplatz – 30E/32Q/16D     | Wiktoryja Asaranka              | Angelique Kerber                     | 6:3, 6:1         |
| 04.01.  | Brisbane International Brisbane, Australien Premier – 1.000.000$ / 885.500$ Hartplatz – 30E/32Q/16D     | Martina Hingis Sania Mirza      | Angelique Kerber Andrea Petković     | 7:5, 6:1         |
| 04.01.  | Shenzhen Open Shenzhen, Volksrepublik China International – 500.000$ / 426.750$ Hartplatz – 32E/16Q/16D | Agnieszka Radwańska             | Alison Riske                         | 6:3, 6:2         |
| 04.01.  | Shenzhen Open Shenzhen, Volksrepublik China International – 500.000$ / 426.750$ Hartplatz – 32E/16Q/16D | Vania King Monica Niculescu     | Xu Yifan Zheng Saisai                | 6:1, 6:4         |
| 04.01.  | ASB Classic Auckland, Neuseeland International – 250.000$ / 226.750$ Hartplatz – 32E/32Q/16D            | Sloane Stephens                 | Julia Görges                         | 7:5, 6:2         |
| 04.01.  | ASB Classic Auckland, Neuseeland International – 250.000$ / 226.750$ Hartplatz – 32E/32Q/16D            | Elise Mertens An-Sophie Mestach | Danka Kovinić Barbora Strýcová       | 2:6, 6:3, [10:5] |
| 11.01.  | Apia International Sydney Sydney, Australien Premier – 753.000$ / 687.900$ Hartplatz – 30E/32Q/16D      | Swetlana Kusnezowa              | Mónica Puig                          | 6:0, 6:2         |
| 11.01.  | Apia International Sydney Sydney, Australien Premier – 753.000$ / 687.900$ Hartplatz – 30E/32Q/16D      | Martina Hingis Sania Mirza      | Caroline Garcia Kristina Mladenovic  | 1:6, 7:5, [10:5] |
| 11.01.  | Hobart International Hobart, Australien International – 250.000$ / 226.750$ Hartplatz – 32E/32Q/16D     | Alizé Cornet                    | Eugenie Bouchard                     | 6:1, 6:2         |
| 11.01.  | Hobart International Hobart, Australien International – 250.000$ / 226.750$ Hartplatz – 32E/32Q/16D     | Han Xinyun Christina McHale     | Kimberly Birrell Jarmila Wolfe       | 6:3, 6:0         |
| 18.01.  | Australian Open Melbourne, Australien Grand Slam – 15.561.973$ Hartplatz – 128E/96Q/64D/32M             | Angelique Kerber                | Serena Williams                      | 6:4, 3:6, 6:4    |
| 18.01.  | Australian Open Melbourne, Australien Grand Slam – 15.561.973$ Hartplatz – 128E/96Q/64D/32M             | Martina Hingis Sania Mirza      | Andrea Hlaváčková Lucie Hradecká     | 7:61, 6:3        |
| 18.01.  | Australian Open Melbourne, Australien Grand Slam – 15.561.973$ Hartplatz – 128E/96Q/64D/32M             | Jelena Wesnina Bruno Soares     | Coco Vandeweghe Horia Tecău          | 6:4, 4:6, [10:5] |

### Februar
| Datum 1 | Turnier | Siegerin                                       | Finalgegnerin                         | Ergebnis         |
| ------- | --- | ---------------------------------------------- | ------------------------------------- | ---------------- |
| 01.02.  | Fed Cup, 1. Runde Cluj-Napoca, Rumänien Hartplatz (Halle) Leipzig, Deutschland Hartplatz (Halle) Marseille, Frankreich Hartplatz (Halle) Moskau, Russland Hartplatz (Halle) | Tschechien Schweiz Frankreich Niederlande      | Rumänien Deutschland Italien Russland | 3:2 4:1 3:1      |
| 08.02.  | St. Petersburg Ladies Trophy St. Petersburg, Russland Premier – 753.000$ / 687.900$ Hartplatz (Halle) – 28E/32Q/16D                                                         | Roberta Vinci                                  | Belinda Bencic                        | 6:4, 6:3         |
| 08.02.  | St. Petersburg Ladies Trophy St. Petersburg, Russland Premier – 753.000$ / 687.900$ Hartplatz (Halle) – 28E/32Q/16D                                                         | Martina Hingis Sania Mirza                     | Wera Duschewina Barbora Krejčíková    | 6:3, 6:1         |
| 08.02.  | Taiwan Open Kaohsiung, Taiwan International – 500.000$ / 426.750$ Hartplatz – 32E/24Q/16D                                                                                   | Venus Williams                                 | Misaki Doi                            | 6:4, 6:2         |
| 08.02.  | Taiwan Open Kaohsiung, Taiwan International – 500.000$ / 426.750$ Hartplatz – 32E/24Q/16D                                                                                   | Chan Hao-ching Chan Yung-jan                   | Eri Hozumi Miyu Katō                  | 6:4, 6:3         |
| 15.02.  | Dubai Duty Free Tennis Championships Dubai, Vereinigte Arabische Emirate Premier – 2.000.000$ / 1.734.900$ Hartplatz – 28E/32Q/16D                                          | Sara Errani                                    | Barbora Strýcová                      | 6:0, 6:2         |
| 15.02.  | Dubai Duty Free Tennis Championships Dubai, Vereinigte Arabische Emirate Premier – 2.000.000$ / 1.734.900$ Hartplatz – 28E/32Q/16D                                          | Chuang Chia-jung Darija Jurak                  | Caroline Garcia Kristina Mladenovic   | 6:4, 6:4         |
| 15.02.  | Rio Open Rio de Janeiro, Brasilien International – 250.000$ / 226.750$ Sandplatz – 32E/24Q/16D                                                                              | Francesca Schiavone                            | Shelby Rogers                         | 2:6, 6:2, 6:2    |
| 15.02.  | Rio Open Rio de Janeiro, Brasilien International – 250.000$ / 226.750$ Sandplatz – 32E/24Q/16D                                                                              | Verónica Cepede Royg María Irigoyen            | Tara Moore Conny Perrin               | 6:1, 7:65        |
| 22.02.  | Qatar Total Open Doha, Katar Premier 5 – 2.818.000$ / 2.517.250$ Hartplatz – 56E/32Q/28D                                                                                    | Carla Suárez Navarro                           | Jeļena Ostapenko                      | 1:6, 6:4, 6:4    |
| 22.02.  | Qatar Total Open Doha, Katar Premier 5 – 2.818.000$ / 2.517.250$ Hartplatz – 56E/32Q/28D                                                                                    | Chan Hao-ching Chan Yung-jan                   | Sara Errani Carla Suárez Navarro      | 6:3, 6:3         |
| 22.02.  | Abierto Mexicano TELCEL Acapulco, Mexiko International – 250.000$ / 226.750$ Hartplatz – 32E/24Q/16D                                                                        | Sloane Stephens                                | Dominika Cibulková                    | 6:4, 4:6, 7:65   |
| 22.02.  | Abierto Mexicano TELCEL Acapulco, Mexiko International – 250.000$ / 226.750$ Hartplatz – 32E/24Q/16D                                                                        | Anabel Medina Garrigues Arantxa Parra Santonja | Kiki Bertens Johanna Larsson          | 6:0, 6:4         |
| 29.02.  | Abierto Monterrey Afirme Monterrey, Mexiko International – 426.750$ Hartplatz – 32E/32Q/16D                                                                                 | Heather Watson                                 | Kirsten Flipkens                      | 3:6, 6:2, 6:3    |
| 29.02.  | Abierto Monterrey Afirme Monterrey, Mexiko International – 426.750$ Hartplatz – 32E/32Q/16D                                                                                 | Anabel Medina Garrigues Arantxa Parra Santonja | Petra Martić Maria Sanchez            | 4:6, 7:5, [10:7] |
| 29.02.  | BMW Malaysian Open Kuala Lumpur, Malaysia International – 250.000$ / 226.750$ Hartplatz – 32E/32Q/16D                                                                       | Elina Switolina                                | Eugenie Bouchard                      | 6:75, 6:4, 7:5   |
| 29.02.  | BMW Malaysian Open Kuala Lumpur, Malaysia International – 250.000$ / 226.750$ Hartplatz – 32E/32Q/16D                                                                       | Varatchaya Wongteanchai Yang Zhaoxuan          | Liang Chen Wang Yafan                 | 4:6, 6:4, [10:7] |

### März
| Datum 1 | Turnier                                                                                                  | Siegerin                              | Finalgegnerin                   | Ergebnis         |
| ------- | --- | ------------------------------------- | ------------------------------- | ---------------- |
| 07.03.  | BNP Paribas Open Indian Wells, Vereinigte Staaten Premier Mandatory – 5.219.780$ Hartplatz – 96E/48Q/32D | Wiktoryja Asaranka                    | Serena Williams                 | 6:4, 6:4         |
| 07.03.  | BNP Paribas Open Indian Wells, Vereinigte Staaten Premier Mandatory – 5.219.780$ Hartplatz – 96E/48Q/32D | Bethanie Mattek-Sands Coco Vandeweghe | Julia Görges Karolína Plíšková  | 4:6, 6:4, [10:6] |
| 21.03.  | Miami Open Miami, Vereinigte Staaten Premier Mandatory – 5.219.780$ Hartplatz – 96E/48Q/32D              | Wiktoryja Asaranka                    | Swetlana Kusnezowa              | 6:3, 6:2         |
| 21.03.  | Miami Open Miami, Vereinigte Staaten Premier Mandatory – 5.219.780$ Hartplatz – 96E/48Q/32D              | Bethanie Mattek-Sands Lucie Šafářová  | Tímea Babos Jaroslawa Schwedowa | 6:3, 6:4         |

### April
| Datum 1 | Turnier | Siegerin                               | Finalgegnerin                         | Ergebnis         |
| ------- | --- | -------------------------------------- | ------------------------------------- | ---------------- |
| 04.04.  | Volvo Car Open Charleston, Vereinigte Staaten Premier – 731.000$ Sandplatz (grün) – 56E/48Q/16D                              | Sloane Stephens                        | Jelena Wesnina                        | 7:64, 6:2        |
| 04.04.  | Volvo Car Open Charleston, Vereinigte Staaten Premier – 731.000$ Sandplatz (grün) – 56E/48Q/16D                              | Caroline Garcia Kristina Mladenovic    | Bethanie Mattek-Sands Lucie Šafářová  | 6:2, 7:5         |
| 04.04.  | Katowice Open Kattowitz, Polen International – 250.000$ / 226.750$ Hartplatz (Halle) – 32E/32Q/16D                           | Dominika Cibulková                     | Camila Giorgi                         | 6:4, 6:0         |
| 04.04.  | Katowice Open Kattowitz, Polen International – 250.000$ / 226.750$ Hartplatz (Halle) – 32E/32Q/16D                           | Eri Hozumi Miyu Katō                   | Walentina Iwachnenko Marina Melnikowa | 3:6, 7:5, [10:8] |
| 11.04.  | Claro Open Colsanitas Bogotá, Kolumbien International – 250.000$ / 226.750$ Sandplatz (rot) – 32E/24Q/16D                    | Irina Falconi                          | Sílvia Soler Espinosa                 | 6:2, 2:6, 6:4    |
| 11.04.  | Claro Open Colsanitas Bogotá, Kolumbien International – 250.000$ / 226.750$ Sandplatz (rot) – 32E/24Q/16D                    | Lara Arruabarrena Vecino Tatjana Maria | Gabriela Cé Andrea Gámiz              | 2:6, 6:4, [10:8] |
| 11.04.  | Fed Cup, Halbfinale Luzern, Schweiz Hartplatz (Halle) Trélazé, Frankreich Sandplatz (Halle)                                  | Tschechien Frankreich                  | Schweiz Niederlande                   | 3:2              |
| 18.04.  | Porsche Tennis Grand Prix Stuttgart, Deutschland Premier – 731.000$ Sandplatz (rot) (Halle) – 28E/32Q/16D                    | Angelique Kerber                       | Laura Siegemund                       | 6:4, 6:0         |
| 18.04.  | Porsche Tennis Grand Prix Stuttgart, Deutschland Premier – 731.000$ Sandplatz (rot) (Halle) – 28E/32Q/16D                    | Caroline Garcia Kristina Mladenovic    | Martina Hingis Sania Mirza            | 2:6, 6:1, [10:6] |
| 18.04.  | TEB BNP Paribas İstanbul Cup Istanbul, Türkei International – 250.000$ / 226.750$ Sandplatz (rot) – 32E/24Q/16D              | Çağla Büyükakçay                       | Danka Kovinić                         | 3:6, 6:2, 6:3    |
| 18.04.  | TEB BNP Paribas İstanbul Cup Istanbul, Türkei International – 250.000$ / 226.750$ Sandplatz (rot) – 32E/24Q/16D              | Andreea Mitu İpek Soylu                | Xenia Knoll Danka Kovinić             | kampflos         |
| 25.04.  | Grand Prix de SAR LA Princesse Lalla Meryem Rabat, Marokko International – 250.000$ / 226.750$ Sandplatz (rot) – 32E/32Q/16D | Timea Bacsinszky                       | Marina Eraković                       | 6:2, 6:1         |
| 25.04.  | Grand Prix de SAR LA Princesse Lalla Meryem Rabat, Marokko International – 250.000$ / 226.750$ Sandplatz (rot) – 32E/32Q/16D | Xenia Knoll Aleksandra Krunić          | Tatjana Maria Ioana Raluca Olaru      | 6:3, 6:0         |
| 25.04.  | J&T Banka Prague Open Prag, Tschechien International – 250.000$ / 226.750$ Sandplatz (rot) – 32E/32Q/16D                     | Lucie Šafářová                         | Samantha Stosur                       | 3:6, 6:1, 6:4    |
| 25.04.  | J&T Banka Prague Open Prag, Tschechien International – 250.000$ / 226.750$ Sandplatz (rot) – 32E/32Q/16D                     | Margarita Gasparjan Andrea Hlaváčková  | María Irigoyen Paula Kania            | 6:4, 6:2         |

### Mai
| Datum 1 | Turnier | Sieger(in)                                     | Finalgegner(in)                    | Ergebnis          |
| ------- | --- | ---------------------------------------------- | ---------------------------------- | ----------------- |
| 02.05.  | Mutua Madrid Open Madrid, Spanien Premier Mandatory – 4.185.405€ Sandplatz (rot) – 64E/32Q/28D                       | Simona Halep                                   | Dominika Cibulková                 | 6:2, 6:4          |
| 02.05.  | Mutua Madrid Open Madrid, Spanien Premier Mandatory – 4.185.405€ Sandplatz (rot) – 64E/32Q/28D                       | Caroline Garcia Kristina Mladenovic            | Martina Hingis Sania Mirza         | 6:4, 6:4          |
| 09.05.  | Internazionali BNL d’Italia Rom, Italien Premier 5 – 2.183.600€ Sandplatz (rot) – 56E/32Q/28D                        | Serena Williams                                | Madison Keys                       | 7:65, 6:3         |
| 09.05.  | Internazionali BNL d’Italia Rom, Italien Premier 5 – 2.183.600€ Sandplatz (rot) – 56E/32Q/28D                        | Martina Hingis Sania Mirza                     | Jekaterina Makarowa Jelena Wesnina | 6:1, 6:75, [10:3] |
| 16.05.  | Internationaux de Strasbourg Straßburg, Frankreich International – 250.000$ / 226.750$ Sandplatz (rot) – 32E/24Q/16D | Caroline Garcia                                | Mirjana Lučić-Baroni               | 6:4, 6:1          |
| 16.05.  | Internationaux de Strasbourg Straßburg, Frankreich International – 250.000$ / 226.750$ Sandplatz (rot) – 32E/24Q/16D | Anabel Medina Garrigues Arantxa Parra Santonja | María Irigoyen Liang Chen          | 6:2, 6:0          |
| 16.05.  | Nürnberger Versicherungscup Nürnberg, Deutschland International – 250.000€ Sandplatz (rot) – 32E/24Q/16D             | Kiki Bertens                                   | Mariana Duque Mariño               | 6:2, 6:2          |
| 16.05.  | Nürnberger Versicherungscup Nürnberg, Deutschland International – 250.000€ Sandplatz (rot) – 32E/24Q/16D             | Kiki Bertens Johanna Larsson                   | Shūko Aoyama Renata Voráčová       | 6:3, 6:4          |
| 23.05.  | French Open Paris, Frankreich Grand Slam – 28.028.600€ Sandplatz (rot) – 128E/96Q/64D/32M                            | Garbiñe Muguruza                               | Serena Williams                    | 7:5, 6:4          |
| 23.05.  | French Open Paris, Frankreich Grand Slam – 28.028.600€ Sandplatz (rot) – 128E/96Q/64D/32M                            | Caroline Garcia Kristina Mladenovic            | Jekaterina Makarowa Jelena Wesnina | 6:3, 2:6, 6:4     |
| 23.05.  | French Open Paris, Frankreich Grand Slam – 28.028.600€ Sandplatz (rot) – 128E/96Q/64D/32M                            | Martina Hingis Leander Paes                    | Sania Mirza Ivan Dodig             | 4:6, 6:4, [10:8]  |

### Juni
| Datum 1 | Turnier                                                                                                  | Sieger(in)                                     | Finalgegner(in)                    | Ergebnis          |
| ------- | --- | ---------------------------------------------- | ---------------------------------- | ----------------- |
| 06.06.  | Aegon Open Nottingham Nottingham, Großbritannien International – 250.000$ / 226.750$ Rasen – 56E/32Q/16D | Karolína Plíšková                              | Alison Riske                       | 7:68, 7:5         |
| 06.06.  | Aegon Open Nottingham Nottingham, Großbritannien International – 250.000$ / 226.750$ Rasen – 56E/32Q/16D | Andrea Hlaváčková Peng Shuai                   | Gabriela Dabrowski Yang Zhaoxuan   | 7:5, 3:6, [10:7]  |
| 06.06.  | Ricoh Open ’s-Hertogenbosch, Niederlande International – 250.000$ / 226.750$ Rasen – 32E/24Q/16D         | Coco Vandeweghe                                | Kristina Mladenovic                | 7:5, 7:5          |
| 06.06.  | Ricoh Open ’s-Hertogenbosch, Niederlande International – 250.000$ / 226.750$ Rasen – 32E/24Q/16D         | Oksana Kalaschnikowa Jaroslawa Schwedowa       | Xenia Knoll Aleksandra Krunić      | 6:1, 6:1          |
| 13.06.  | AEGON Classic Birmingham Birmingham, Großbritannien Premier – 731.000$ Rasen – 56E/32Q/16D               | Madison Keys                                   | Barbora Strýcová                   | 6:3, 6:4          |
| 13.06.  | AEGON Classic Birmingham Birmingham, Großbritannien Premier – 731.000$ Rasen – 56E/32Q/16D               | Karolína Plíšková Barbora Strýcová             | Vania King Alla Kudrjawzewa        | 6:3, 7:61         |
| 13.06.  | Mallorca Open Mallorca, Spanien International – 250.000$ / 226.750$ Rasen – 32E/16Q/16D                  | Caroline Garcia                                | Anastasija Sevastova               | 6:3, 6:4          |
| 13.06.  | Mallorca Open Mallorca, Spanien International – 250.000$ / 226.750$ Rasen – 32E/16Q/16D                  | Gabriela Dabrowski María José Martínez Sánchez | Anna-Lena Friedsam Laura Siegemund | 6:4, 6:2          |
| 20.06.  | AEGON International Eastbourne Eastbourne, Großbritannien Premier – 665.900$ Rasen – 32E/32Q/16D         | Dominika Cibulková                             | Karolína Plíšková                  | 7:5, 6:3          |
| 20.06.  | AEGON International Eastbourne Eastbourne, Großbritannien Premier – 665.900$ Rasen – 32E/32Q/16D         | Darija Jurak Anastassija Rodionowa             | Chan Hao-ching Chan Yung-jan       | 5:7, 7:64, [10:6] |
| 27.06.  | Wimbledon Championships London, Großbritannien Grand Slam – £ Rasen – 128E/96Q/64D/32M                   | Serena Williams                                | Angelique Kerber                   | 7:5, 6:3          |
| 27.06.  | Wimbledon Championships London, Großbritannien Grand Slam – £ Rasen – 128E/96Q/64D/32M                   | Serena Williams Venus Williams                 | Tímea Babos Jaroslawa Schwedowa    | 6:3, 6:4          |
| 27.06.  | Wimbledon Championships London, Großbritannien Grand Slam – £ Rasen – 128E/96Q/64D/32M                   | Heather Watson Henri Kontinen                  | Anna-Lena Grönefeld Robert Farah   | 7:65, 6:4         |

### Juli
| Datum 1 | Turnier | Siegerin                              | Finalgegnerin                      | Ergebnis         |
| ------- | --- | ------------------------------------- | ---------------------------------- | ---------------- |
| 11.07.  | BRD Bucharest Open Bukarest, Rumänien International – 250.000$ / 226.750$ Sandplatz (rot) – 32E/32Q/16D      | Simona Halep                          | Anastasija Sevastova               | 6:0, 6:0         |
| 11.07.  | BRD Bucharest Open Bukarest, Rumänien International – 250.000$ / 226.750$ Sandplatz (rot) – 32E/32Q/16D      | Jessica Moore Varatchaya Wongteanchai | Alexandra Cadanțu Katarzyna Piter  | 6:3, 7:65        |
| 11.07.  | Ladies Championship Gstaad Gstaad, Schweiz International – 250.000$ / 226.750$ Sandplatz (rot) – 32E/24Q/16D | Viktorija Golubic                     | Kiki Bertens                       | 4:6, 6:3, 6:4    |
| 11.07.  | Ladies Championship Gstaad Gstaad, Schweiz International – 250.000$ / 226.750$ Sandplatz (rot) – 32E/24Q/16D | Lara Arruabarrena Vecino Xenia Knoll  | Annika Beck Jewgenija Rodina       | 6:1, 3:6, [10:8] |
| 18.07.  | Bank of the West Classic Stanford, Vereinigte Staaten Premier – 665.900$ Hartplatz – 28E/14Q/16D             | Johanna Konta                         | Venus Williams                     | 7:5, 5:7, 6:2    |
| 18.07.  | Bank of the West Classic Stanford, Vereinigte Staaten Premier – 665.900$ Hartplatz – 28E/14Q/16D             | Raquel Atawo Abigail Spears           | Darija Jurak Anastassija Rodionowa | 6:3, 6:4         |
| 18.07.  | Ericsson Open Båstad, Schweden International – 250.000$ / 226.750$ Sandplatz (rot) – 32E/24Q/16D             | Laura Siegemund                       | Kateřina Siniaková                 | 7:5, 6:1         |
| 18.07.  | Ericsson Open Båstad, Schweden International – 250.000$ / 226.750$ Sandplatz (rot) – 32E/24Q/16D             | Andreea Mitu Alicja Rosolska          | Lesley Kerkhove Lidsija Marosawa   | 6:3, 7:5         |
| 18.07.  | Citi Open Washington D.C., Vereinigte Staaten International – 250.000$ / 226.750$ Hartplatz – 32E/16Q/16D    | Yanina Wickmayer                      | Lauren Davis                       | 6:4, 6:2         |
| 18.07.  | Citi Open Washington D.C., Vereinigte Staaten International – 250.000$ / 226.750$ Hartplatz – 32E/16Q/16D    | Monica Niculescu Yanina Wickmayer     | Shūko Aoyama Risa Ozaki            | 6:4, 6:3         |
| 25.07.  | Rogers Cup Montreal, Kanada Premier 5 – 2.377.305$ Hartplatz – 56E/47Q/28D                                   | Simona Halep                          | Madison Keys                       | 7:6, 6:3         |
| 25.07.  | Rogers Cup Montreal, Kanada Premier 5 – 2.377.305$ Hartplatz – 56E/47Q/28D                                   | Jekaterina Makarowa Jelena Wesnina    | Simona Halep Monica Niculescu      | 6:3, 7:65        |

### August
| Datum 1 | Turnier | Sieger(in)                            | Finalgegner(in)                      | Ergebnis           |
| ------- | --- | ------------------------------------- | ------------------------------------ | ------------------ |
| 01.08.  | Brasil Tennis Cup Florianópolis, Brasilien International – 250.000$ / 226.750$ Sandplatz – 32E/21Q/16D     | Irina-Camelia Begu                    | Tímea Babos                          | 2:6, 6:4, 6:3      |
| 01.08.  | Brasil Tennis Cup Florianópolis, Brasilien International – 250.000$ / 226.750$ Sandplatz – 32E/21Q/16D     | Ljudmyla Kitschenok Nadija Kitschenok | Tímea Babos Réka Luca Jani           | 6:3, 6:1           |
| 01.08.  | Jiangxi Open Nanchang, Volksrepublik China International – 250.000$ / 226.750$ Hartplatz – 32E/24Q/16D     | Duan Yingying                         | Vania King                           | 1:6, 6:4, 6:2      |
| 01.08.  | Jiangxi Open Nanchang, Volksrepublik China International – 250.000$ / 226.750$ Hartplatz – 32E/24Q/16D     | Liang Chen Lu Jingjing                | Shūko Aoyama Makoto Ninomiya         | 3:6, 7:62, [13:11] |
| 08.08.  | Olympische Sommerspiele Rio de Janeiro Rio de Janeiro, Brasilien Olympische Spiele Hartplatz – 64E/31D/16M | Mónica Puig                           | Angelique Kerber                     | 6:4, 4:6, 6:1      |
| 08.08.  | Olympische Sommerspiele Rio de Janeiro Rio de Janeiro, Brasilien Olympische Spiele Hartplatz – 64E/31D/16M | Petra Kvitová                         | Madison Keys                         | 7:5, 2:6, 6:2      |
| 08.08.  | Olympische Sommerspiele Rio de Janeiro Rio de Janeiro, Brasilien Olympische Spiele Hartplatz – 64E/31D/16M | Jekaterina Makarowa Jelena Wesnina    | Timea Bacsinszky Martina Hingis      | 6:4, 6:4           |
| 08.08.  | Olympische Sommerspiele Rio de Janeiro Rio de Janeiro, Brasilien Olympische Spiele Hartplatz – 64E/31D/16M | Lucie Šafářová Barbora Strýcová       | Andrea Hlaváčková Lucie Hradecká     | 7:5, 6:1           |
| 08.08.  | Olympische Sommerspiele Rio de Janeiro Rio de Janeiro, Brasilien Olympische Spiele Hartplatz – 64E/31D/16M | Bethanie Mattek-Sands Jack Sock       | Venus Williams Rajeev Ram            | 6:73, 6:1, [10:7]  |
| 08.08.  | Olympische Sommerspiele Rio de Janeiro Rio de Janeiro, Brasilien Olympische Spiele Hartplatz – 64E/31D/16M | Lucie Hradecká Radek Štěpánek         | Sania Mirza Rohan Bopanna            | 6:1, 7:5           |
| 15.08.  | Western & Southern Open Cincinnati, Vereinigte Staaten Premier 5 – 2.400.490$ Hartplatz – 56E/48Q/28D      | Karolína Plíšková                     | Angelique Kerber                     | 6:3, 6:1           |
| 15.08.  | Western & Southern Open Cincinnati, Vereinigte Staaten Premier 5 – 2.400.490$ Hartplatz – 56E/48Q/28D      | Sania Mirza Barbora Strýcová          | Martina Hingis Coco Vandeweghe       | 7:5, 6:4           |
| 22.08.  | Connecticut Open New Haven, Vereinigte Staaten Premier – 689.063$ Hartplatz – 30E/48Q/16D                  | Agnieszka Radwańska                   | Elina Switolina                      | 6:1, 7:63          |
| 22.08.  | Connecticut Open New Haven, Vereinigte Staaten Premier – 689.063$ Hartplatz – 30E/48Q/16D                  | Sania Mirza Monica Niculescu          | Kateryna Bondarenko Chuang Chia-jung | 7:5, 6:4           |
| 29.08.  | US Open New York, Vereinigte Staaten Grand Slam – 20.102.700$ Hartplatz – 128E/96Q/64D/32M                 | Angelique Kerber                      | Karolína Plíšková                    | 6:3, 4:6, 6:4      |
| 29.08.  | US Open New York, Vereinigte Staaten Grand Slam – 20.102.700$ Hartplatz – 128E/96Q/64D/32M                 | Bethanie Mattek-Sands Lucie Šafářová  | Caroline Garcia Kristina Mladenovic  | 2:6, 7:65, 6:4     |
| 29.08.  | US Open New York, Vereinigte Staaten Grand Slam – 20.102.700$ Hartplatz – 128E/96Q/64D/32M                 | Laura Siegemund Mate Pavić            | Coco Vandeweghe Rajeev Ram           | 6:4, 6:4           |

### September
| Datum 1 | Turnier | Siegerin                             | Finalgegnerin                     | Ergebnis      |
| ------- | --- | ------------------------------------ | --------------------------------- | ------------- |
| 12.09.  | Coupe Banque Nationale Québec, Kanada International – 250.000$ / 226.750$ Teppich (Halle) – 32E/24Q/16D           | Océane Dodin                         | Lauren Davis                      | 6:4, 6:3      |
| 12.09.  | Coupe Banque Nationale Québec, Kanada International – 250.000$ / 226.750$ Teppich (Halle) – 32E/24Q/16D           | Andrea Hlaváčková Lucie Hradecká     | Alla Kudrjawzewa Alexandra Panowa | 7:62, 7:62    |
| 12.09.  | Japan Women’s Open Tennis Tokio, Japan International – 250.000$ / 226.750$ Hartplatz – 32E/31Q/16D                | Christina McHale                     | Kateřina Siniaková                | 3:6, 6:4, 6:4 |
| 12.09.  | Japan Women’s Open Tennis Tokio, Japan International – 250.000$ / 226.750$ Hartplatz – 32E/31Q/16D                | Shūko Aoyama Makoto Ninomiya         | Jocelyn Rae Anna Smith            | 6:3, 6:3      |
| 19.09.  | Korea Open Seoul, Südkorea International – 250.000$ / 226.750$ Hartplatz – 32E/32Q/16D                            | Lara Arruabarrena Vecino             | Monica Niculescu                  | 6:0, 2:6, 6:0 |
| 19.09.  | Korea Open Seoul, Südkorea International – 250.000$ / 226.750$ Hartplatz – 32E/32Q/16D                            | Kirsten Flipkens Johanna Larsson     | Akiko Omae Peangtarn Plipuech     | 6:2, 6:3      |
| 19.09.  | Guangzhou International Women’s Open Guangzhou, China International – 250.000$ / 226.750$ Hartplatz – 32E/23Q/16D | Lessja Zurenko                       | Jelena Janković                   | 6:4, 3:6, 6:4 |
| 19.09.  | Guangzhou International Women’s Open Guangzhou, China International – 250.000$ / 226.750$ Hartplatz – 32E/23Q/16D | Asia Muhammad Peng Shuai             | Wolha Hawarzowa Wera Lapko        | 6:2, 7:63     |
| 19.09.  | Toray Pan Pacific Open Tokio, Japan Premier – 1.000.000$ Hartplatz – 28E/32Q/16D                                  | Caroline Wozniacki                   | Naomi Ōsaka                       | 7:5, 6:3      |
| 19.09.  | Toray Pan Pacific Open Tokio, Japan Premier – 1.000.000$ Hartplatz – 28E/32Q/16D                                  | Sania Mirza Barbora Strýcová         | Liang Chen Yang Zhaoxuan          | 6:1, 6:1      |
| 26.09.  | Wuhan Open Wuhan, Volksrepublik China Premier 5 – 2.513.000$ Hartplatz – 56E/32Q/28D                              | Petra Kvitová                        | Dominika Cibulková                | 6:1, 6:1      |
| 26.09.  | Wuhan Open Wuhan, Volksrepublik China Premier 5 – 2.513.000$ Hartplatz – 56E/32Q/28D                              | Bethanie Mattek-Sands Lucie Šafářová | Sania Mirza Barbora Strýcová      | 6:1, 6:4      |
| 26.09.  | Tashkent Open Taschkent, Usbekistan International – 250.000$ / 226.750$ Hartplatz – 32E/16Q/16D                   | Kristýna Plíšková                    | Nao Hibino                        | 6:3, 2:6, 6:3 |
| 26.09.  | Tashkent Open Taschkent, Usbekistan International – 250.000$ / 226.750$ Hartplatz – 32E/16Q/16D                   | Ioana Raluca Olaru İpek Soylu        | Demi Schuurs Renata Voráčová      | 7:5, 6:3      |

### Oktober
| Datum 1 | Turnier | Siegerin                             | Finalgegnerin                        | Ergebnis         |
| ------- | --- | ------------------------------------ | ------------------------------------ | ---------------- |
| 03.10.  | China Open Peking, China Premier Mandatory – 4.720.380$ Hartplatz – 60E/32Q/28D                                                  | Agnieszka Radwańska                  | Johanna Konta                        | 6:4, 6:2         |
| 03.10.  | China Open Peking, China Premier Mandatory – 4.720.380$ Hartplatz – 60E/32Q/28D                                                  | Bethanie Mattek-Sands Lucie Šafářová | Caroline Garcia Kristina Mladenovic  | 6:4, 6:4         |
| 10.10.  | Generali Ladies Linz Linz, Österreich International – 250.000$ / 226.750$ Hartplatz (Halle) – 32E/32Q/16D                        | Dominika Cibulková                   | Viktorija Golubic                    | 6:3, 7:5         |
| 10.10.  | Generali Ladies Linz Linz, Österreich International – 250.000$ / 226.750$ Hartplatz (Halle) – 32E/32Q/16D                        | Kiki Bertens Johanna Larsson         | Anna-Lena Grönefeld Květa Peschke    | 4:6, 6:2, [10:7] |
| 10.10.  | Prudential Hong Kong Tennis Open Hongkong, China International – 250.000$ / 226.750$ Hartplatz – 32E/24Q/16D                     | Caroline Wozniacki                   | Kristina Mladenovic                  | 6:1, 6:74, 6:2   |
| 10.10.  | Prudential Hong Kong Tennis Open Hongkong, China International – 250.000$ / 226.750$ Hartplatz – 32E/24Q/16D                     | Chan Hao-ching Chan Yung-jan         | Naomi Broady Heather Watson          | 6:3, 6:1         |
| 10.10.  | Tianjin Open Tianjin, China International – 500.000$ / 426.750$ Hartplatz – 32E/24Q/16D                                          | Peng Shuai                           | Alison Riske                         | 7:63, 6:2        |
| 10.10.  | Tianjin Open Tianjin, China International – 500.000$ / 426.750$ Hartplatz – 32E/24Q/16D                                          | Christina McHale Peng Shuai          | Magda Linette Xu Yifan               | 7:68, 6:0        |
| 17.10.  | Kremlin Cup Moskau, Russland Premier – 750.000$ Hartplatz (Halle) – 28E/32Q/16D                                                  | Swetlana Kusnezowa                   | Daria Gavrilova                      | 6:2, 6:1         |
| 17.10.  | Kremlin Cup Moskau, Russland Premier – 750.000$ Hartplatz (Halle) – 28E/32Q/16D                                                  | Andrea Hlaváčková Lucie Hradecká     | Daria Gavrilova Darja Kassatkina     | 4:6, 6:0, [10:7] |
| 17.10.  | BGL BNP Paribas Luxembourg Open Luxemburg (Stadt), Luxemburg International – 250.000$ / 226.750$ Hartplatz (Halle) – 32E/32Q/16D | Monica Niculescu                     | Petra Kvitová                        | 6:4, 6:0         |
| 17.10.  | BGL BNP Paribas Luxembourg Open Luxemburg (Stadt), Luxemburg International – 250.000$ / 226.750$ Hartplatz (Halle) – 32E/32Q/16D | Kiki Bertens Johanna Larsson         | Monica Niculescu Patricia Maria Țig  | 4:6, 7:5, [11:9] |
| 24.10.  | WTA Finals Singapur Jahresendveranstaltung – 7.000.000$ Hartplatz – 8E/8D                                                        | Dominika Cibulková                   | Angelique Kerber                     | 6:3, 6:4         |
| 24.10.  | WTA Finals Singapur Jahresendveranstaltung – 7.000.000$ Hartplatz – 8E/8D                                                        | Jelena Wesnina Jekaterina Makarowa   | Bethanie Mattek-Sands Lucie Šafářová | 7:65, 6:3        |
| 31.10.  | WTA Elite Trophy Zhuhai, China Jahresendveranstaltung – 2.150.000$ Hartplatz (Halle) – 12E/6D                                    | Petra Kvitová                        | Elina Switolina                      | 6:4, 6:2         |
| 31.10.  | WTA Elite Trophy Zhuhai, China Jahresendveranstaltung – 2.150.000$ Hartplatz (Halle) – 12E/6D                                    | Xu Yifan İpek Soylu                  | Yang Zhaoxuan You Xiaodi             | 6:4, 3:6, [10:7] |

### November
| Datum 1 | Turnier                                                 | Siegerin   | Finalgegnerin | Ergebnis |
| ------- | ------------------------------------------------------- | ---------- | ------------- | -------- |
| 07.11.  | Fed Cup, Finale Straßburg, Frankreich Hartplatz (Halle) | Tschechien | Frankreich    | 3:2      |

## Rücktritte
Die folgenden Spielerinnen beendeten 2016 ihre Tenniskarriere:
- Vladimíra Uhlířová – Januar 2016
- Janette Husárová – Januar 2016
- Sofia Arvidsson – 4. Januar 2016[3]
- Mathilde Johansson – 18. Mai 2016[4]
- Tamarine Tanasugarn – Juni 2016[5]
- Nicole Vaidišová – 20. Juli 2016[6]
- Stephanie Vogt – August 2016[7]
- Wera Swonarjowa – August 2016[8]
- Klaudia Jans-Ignacik – 1. September 2016
- Klára Koukalová – 26. September 2016
- Sandra Klemenschits – 10. Oktober 2016[9]
- Lourdes Domínguez Lino – 29. Oktober 2016[10]
- Ana Ivanović – 28. Dezember 2016[11]

## Weltrangliste
Im Folgenden die Top 10 der Tennis-Weltrangliste am Ende des Jahres 2016:
| Platz | Spielerin           | Punkte | Turniere |
| ----- | ------------------- | ------ | -------- |
| 1.    | Angelique Kerber    | 9080   | 21       |
| 2.    | Serena Williams     | 7050   | 14       |
| 3.    | Agnieszka Radwańska | 5600   | 20       |
| 4.    | Simona Halep        | 5228   | 18       |
| 5.    | Dominika Cibulková  | 4875   | 23       |
| 6.    | Karolína Plíšková   | 4600   | 22       |
| 7.    | Garbiñe Muguruza    | 4236   | 20       |
| 8.    | Madison Keys        | 4137   | 16       |
| 9.    | Swetlana Kusnezowa  | 4115   | 21       |
| 10.   | Johanna Konta       | 3640   | 23       |

## Geldrangliste
Insgesamt wurden 2016 auf der WTA Tour 137 Millionen US-Dollar an Preisgeldern ausgelobt. Zusätzlich zu den Turnierpreisgeldern wurden von der WTA insgesamt 3.000.000 US-Dollar als Bonuszahlungen an die Spielerinnen überwiesen.
Die Topverdiener der Saison 2016 (in US-Dollar)
| Platz | Spielerin                    | Einzel    | Doppel    | Mixed  | Bonus   | Gesamt     |
| ----- | ---------------------------- | --------- | --------- | ------ | ------- | ---------- |
| 1.    | Angelique Kerber             | 9.841.181 | 20.434    |        | 275.000 | 10.136.615 |
| 2.    | Serena Williams              | 7.384.429 | 290.601   |        |         | 7.675.030  |
| 3.    | Simona Halep                 | 3.590.480 | 40.428    | 2.345  | 700.000 | 4.333.253  |
| 4.    | Agnieszka Radwańska          | 3.762.193 |           |        | 400.000 | 4.162.193  |
| 5.    | Karolína Plíšková            | 3.375.673 | 375.420   |        | 225.000 | 3.976.093  |
| 6.    | Dominika Cibulková           | 3.912.431 | 28.002    |        |         | 3.940.433  |
| 7.    | Garbiñe Muguruza             | 3.287.124 | 16.264    |        | 600.000 | 3.903.388  |
| 8.    | Wiktoryja Asaranka           | 2.651.080 |           |        |         | 2.651.080  |
| 9.    | Petra Kvitová                | 2.182.099 | 18.417    |        | 300.000 | 5.203.236  |
| 10.   | Swetlana Kusnezowa           | 2.260.009 | 136.470   |        |         | 2.396.479  |
| 11.   | Johanna Konta                | 2.251.516 | 44.366    |        | 68.000  | 2.363.882  |
| 12.   | Madison Keys                 | 2.286.802 | 24.220    |        |         | 2.311.022  |
| 13.   | Jelena Wesnina               | 1.391.114 | 720.510   | 67.791 |         | 2.179.415  |
| 14.   | Carla Suárez Navarro         | 1.837.102 | 81.015    |        | 68.000  | 1.343.777  |
| 15.   | Lucie Šafářová               | 689.820   | 906.338   | 4.599  | 225.000 | 1.825.757  |
| 16.   | Venus Williams               | 1.533.132 | 290.601   |        |         | 1.823.733  |
| 17.   | Caroline Garcia              | 888.563   | 915.637   |        |         | 1.804.200  |
| 18.   | Elina Switolina              | 1.633.871 | 39.990    | 3.990  |         | 1.677.851  |
| 19.   | Kristina Mladenovic          | 601.235   | 920.837   | 15.727 |         | 1.537.799  |
| 20.   | Timea Bacsinszky             | 1.303.751 | 24.175    |        | 200.000 | 1.527.926  |
| 21.   | Barbora Záhlavová-Strýcová   | 1.231.823 | 294.264   |        |         | 1.586.087  |
| 22.   | Jekaterina Makarowa          | 828.725   | 684.955   |        |         | 1.513.680  |
| 23.   | Jaroslawa Schwedowa          | 948.884   | 441.130   | 34.733 |         | 1.424.747  |
| 24.   | Caroline Wozniacki           | 1.407.338 | 1.635     |        |         | 1.408.973  |
| 25.   | Samantha Stosur              | 1.291.535 | 55.986    | 4.530  |         | 1.352.051  |
| 26.   | Bethanie Mattek-Sands        | 229.203   | 1.088.600 | 6.760  |         | 1.324.563  |
| 27.   | Roberta Vinci                | 1.232.434 | 34.394    |        |         | 1.266.828  |
| 28.   | Tímea Babos                  | 767.865   | 449.192   | 5.000  |         | 1.222.057  |
| 29.   | Coco Vandeweghe              | 660.295   | 353.847   | 75.610 |         | 1.089.752  |
| 30.   | Kiki Bertens                 | 952.090   | 118.684   | 2.300  |         | 1.073.074  |
| 31.   | Anastassija Pawljutschenkowa | 1.004.274 | 54.008    | 1.690  |         | 1.059.972  |
| 32.   | Zhang Shuai                  | 1.002.270 | 28.550    | 2.300  |         | 1.033.120  |

Berücksichtigt sind alle Spielerinnen, die in der Saison 2016 mehr als eine Million US-Dollar an Preisgeldern verdient haben.